# Spilocuma watlingi
Spilocuma watlingi is een zeekommasoort uit de familie van de Bodotriidae. De wetenschappelijke naam van de soort is voor het eerst geldig gepubliceerd in 1979 door Omholt & Heard.